# 태인 송씨
태인 송씨(泰仁宋氏)는 전북특별자치도 정읍시 태인면을 본관으로 하는 한국의 성씨이다. 시조는 고려의 송수(宋守)이다.